# Ножан-сюр-Марн (округ)
Округ Ножан-сюр-Марн (фр. Arrondissement de Nogent-sur-Marne) — округ у Франції, в департаменті Валь-де-Марн. 2023 року округ об'єднував 13 муніципалітетів, населення становило 510 531 особу.
Адміністративний центр (супрефектура) — Ножан-сюр-Марн.

## Муніципалітети
Список муніципалітетів округу та їхні коди INSEE:
1. Брі-сюр-Марн (94015)
2. Венсенн (94080)
3. Вільє-сюр-Марн (94079)
4. Жуенвіль-ле-Пон (94042)
5. Ле-Перре-сюр-Марн (94058)
6. Мезон-Альфор (94046)
7. Ножан-сюр-Марн (94052)
8. Нуазо (94053)
9. Ормессон-сюр-Марн (94055)
10. Сен-Манде (94067)
11. Фонтене-су-Буа (94033)
12. Шампіньї-сюр-Марн (94017)
13. Шарантон-ле-Пон (94018)